# Cecidomyia lutulenta
Cecidomyia lutulenta är en tvåvingeart som först beskrevs av Frederick Askew Skuse 1888.  Cecidomyia lutulenta ingår i släktet Cecidomyia och familjen gallmyggor. Inga underarter finns listade i Catalogue of Life.